# Hymnus amoris
Hymnus amoris (en danès: Hymne til Kjærligheden; en català: Himne a l'amor), per a solistes, cor i orquestra, op. 12, és la primera obra coral de Carl Nielsen. Es va interpretar per primera vegada a la Musikforeningen de Copenhaguen el 27 d'abril de 1897 sota la batuta del compositor.

## Origen i context

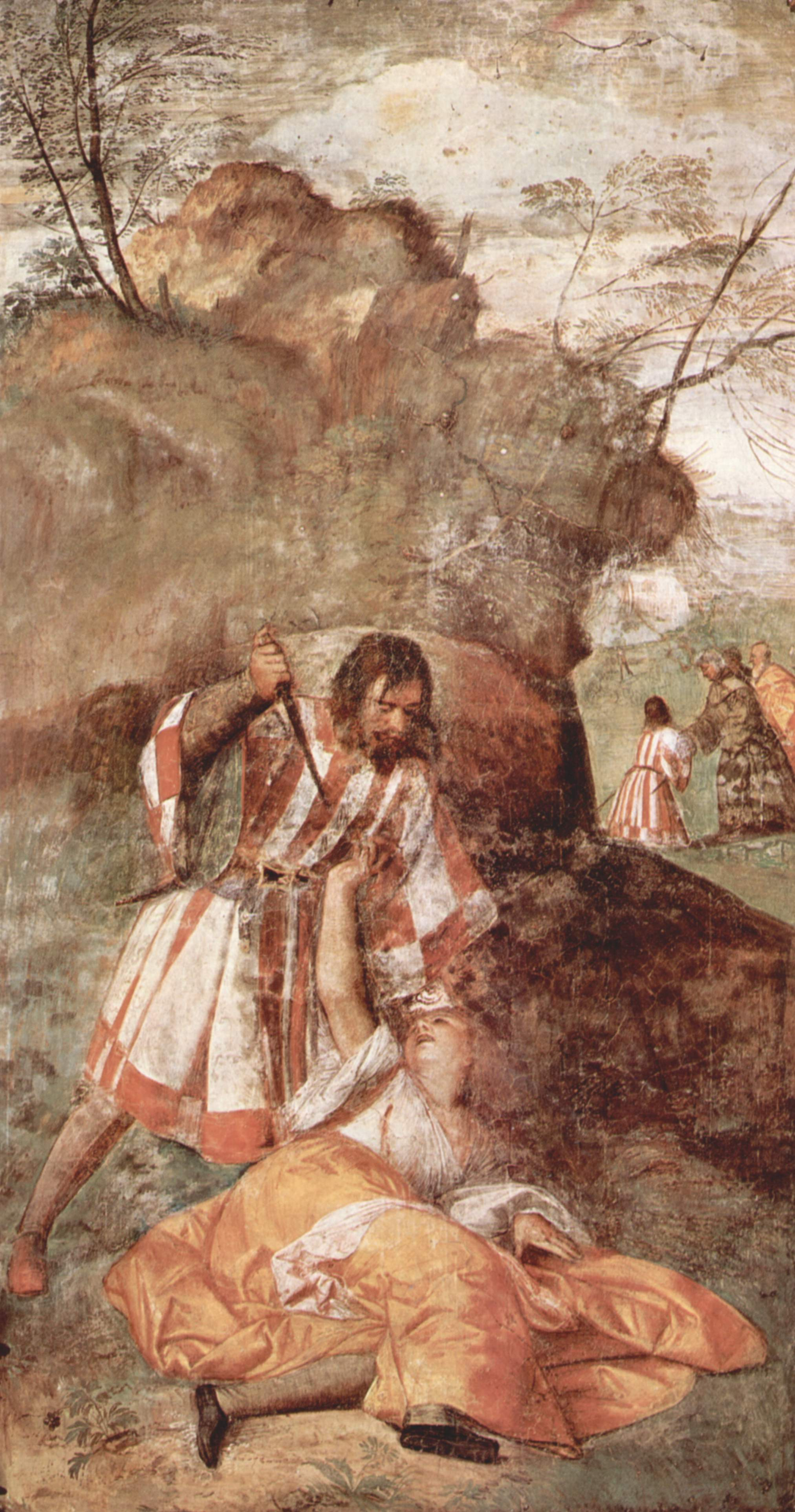
El "Miracle d'un marit gelós" de Ticià que va inspirar l'obra

Carl Nielsen es va inspirar per escriure Hymnus amoris el 1891 mentre estava de lluna de mel a Itàlia. Ell i la seva dona Anne Marie van quedar impressionats amb el quadre de Ticià El miracle d'un marit gelós a Pàdua. Després d'haver completat la partitura, la seva dona va proporcionar un dibuix per a la portada. En una de les còpies, Nielsen va escriure: "A la meva estimada Marie! Aquests sons en lloança de l'amor no són res comparat amb el que realment és; però si segueixes mostrant-me el teu afecte, lluitaré per aconseguir una expressió més elevada de la força més poderosa del món, i llavors tots dos plegats ascendirem cap a l'objectiu, mentre aspirem constantment a l'amor a la vida i a l'art.".
El febrer de 1897, en una carta al compositor suec Bror Beckman, Nielsen va explicar: "Vaig treballar realment amb aquesta idea durant un any o dos, però va ser només a l'estiu que vaig aconseguir començar a escriure la música. El 27 de desembre la peça estava acabada i els dies 23 i 25 de març es representarà a la Musikforeningen, probablement dirigida per mi mateix".
El text d'Hymnus amoris, escrit inicialment en danès per l'historiador i literari Axel Olrik sobre la base del mateix esborrany de Carl Nielsen, va ser traduït posteriorment al llatí per Johan Ludvig Heiberg. Nielsen va justificar la seva elecció del llatí en una nota sobre la partitura mateixa: "Crec que puc defensar la meva elecció del llatí dient que aquesta llengua és monumental i ens eleva per sobre dels sentiments excessivament lírics o personals, els quals estarien fora de lloc quan l'objectiu és utilitzar un cor polifònic gran per descriure un sentiment tan universalment humà com l'amor. A més, aquesta llengua és més cantable que el danès o l'alemany, i finalment —com a raó més important— les repeticions textuals són més tolerables en llatí."

## Recepció
A la primera interpretació d'Hymnus amoris a la Musikforeningen de Copenhaguen el 27 d'abril de 1897 sota la batuta del compositor, els solistes van ser Tia Krëtma, Katie Adler i Viggo Bielefeldt . El programa presentava l'obra amb el títol danès Hymne til Kjærligheden (Himne a l'amor), les estrofes llatines apareixien al costat de la versió danesa al programa.
Les crítiques van ser en general bones. Escrivint a Dannebrog, Nanna Liebmann va comentar: "El jove i talentós compositor, que ahir a la nit també es va mostrar com a un director enèrgic i segur, ha aconseguit amb aquesta obra pujar indiscutiblement molts graus en el judici del públic. Amb un text en llatí que descriu en línies curtes les etapes de l'amor des de la infantesa, la joventut, la maduresa i la vellesa, i finalment acaba com un himne de lloança al Cel, el Sr. Nielsen ha escrit una música bonica, natural i poètica, que en la seva interpretació d'ahir a la nit només podia tenir un efecte directament atractiu en el públic".
HW Schytte de Berlingske Tidende va comentar específicament sobre el llatí: "L'estranya idea que un poema danès s'hauria de traduir al llatí per inspirar el nostre jove compositor danès i el cor de la Societat de Música format per joves senyores i senyors en un moment en què el llatí està a punt de ser abolit en les escoles d'ensenyament superior, va ser una cosa amb la qual inicialment vam tenir dificultats per reconciliar-nos. Però vam córrer a esborrar aquestes reflexions i vam trobar que la idea del text adquirida pel compositor era atractiva i adequada per a un compositor prou dotat. No vam entendre del tot el petit començament instrumental. Ens semblava que no hi havia res a entendre, però amb el primer cor la nostra atenció va ser captivada immediatament, i gradualment vam deixar que el llatí fos llatí i vam escoltar només la música, que mantenia un interès que durant els 25 minuts que va durar la peça més aviat va créixer que disminuir, malgrat el fet que la secció de Brahms ja ens havia donat molt en què pensar."
Angul Hammerich escrivint a Nationaltidende va ser més efusiu: "En la seva nova obra coral... (Nielsen) s'ha tornat molt més segur, més positiu, més conscient dels seus objectius. Per tant, ha creat una peça que com a obra d'art ha de ser col·locada molt més alta que les seves predecessores". Charles Kjerulf a Politiken va ser molt crític amb el llatí i va preguntar per què Nielsen: "volia que els seus pensaments i visions vestissin amb el sudari d'una llengua morta". Va continuar: "Per què diantres ha de ser que aquest petit danès autèntic, el Carl Nielsen, que fa només uns anys es presentava en una banda de l'exèrcit a la plaça del mercat d'Odense, tocant la corneta o colpejant el triangle en desfilades militars... Per què diantres ha de ser que hagi de tenir els seus sentiments expressats en llatí per posar una oda d'amor en música? Això realment no és alguna cosa que ell hagi de deure al seu talent excel·lent i indiscutible."

## Música
La peça de 25 minuts es divideix en quatre seccions:
- Barndom (Infància): Cor infantil; Les mares
- Ungdom (Joventut): Tenor, soprano i cor
- Mandom (Virilitat): Cor masculí; Soprano (una dona infeliç); Cor
- Alderdom (Vellesa): Veus solistes, tenor, baríton i baix (gent molt gran); Cor (àngels); Cor amb solo de soprano i tenor; Cor (tots).